# Allan Williams
Allan Williams (sinh 17 tháng 3 năm 1930 tại Liverpool, mất ngày 30 tháng 12 năm 2016) là một doanh nhân người Anh gốc Wales. Ông là quản lý và nhà đại diện đầu tiên của The Beatles. Ông là người đã đưa ban nhạc tới Hamburg nước Đức cho tour diễn đầu tiên, tour diễn giúp họ có được những trải nghiệm đáng quý trước khi trở nên nổi tiếng toàn thế giới.